# The Times of Israel
The Times of Israel é um jornal online baseado em Israel e principalmente em inglês , lançado em 2012. Foi cofundado pelo jornalista David Horovitz, que também é o editor fundador, e pelo gerente americano de fundos de hedge Seth Klarman. Abrange "desenvolvimentos em Israel, no Oriente Médio e em todo o mundo judaico". Juntamente com o site original em inglês, o The Times of Israel publica nas edições árabe, francês e persa. Em 1 de maio de 2019, lançou um site de notícias hebraico, Zman Yisrael.
Além de publicar notícias e análises, o site hospeda uma plataforma de blog com vários autores.
Em fevereiro de 2014, dois anos após o seu lançamento, o The Times of Israel reivindicou um número de leitores de 2 milhões. Em 2017, o número de leitores aumentou para 3,5 milhões de usuários mensais únicos.

## História
The Times de Israel foi lançado em fevereiro de 2012. Seus co-fundadores são o jornalista David Horovitz, e o bilionário americano Seth Klarman, fundador do Baupost Group e presidente do The David Project. Klarman é o presidente do site.
Vários editores do Times of Israel haviam trabalhado anteriormente para a edição em inglês do Haaretz, incluindo Joshua Davidovich e Raphael Ahren, e o ex-correspondente de assuntos árabes do Haaretz, Avi Isaacharoff, como analista do Oriente Médio.
The Times of Israel lançou sua edição em árabe, editada por Suha Halifa, em 4 de fevereiro de 2014, sua edição em francês, editada por Stephanie Bitan, em 25 de fevereiro de 2014 e sua edição em persa, editada por Avi Davidi, em 7 de outubro de 2015. Ele lançou seu site hebraico, Zman Yisael, em 1 de maio de 2019, editado por Biranit Goren.
As edições em árabe e francês combinam traduções de conteúdo em inglês com material original em seus respectivos idiomas e também hospedam uma plataforma de blog. Ao anunciar a edição em árabe, Horovitz sugeriu, The Times of Israel pode ter criado a primeira plataforma de blog em árabe que "extrai artigos de todo o espectro de opiniões. Estamos convidando aqueles de nossos leitores árabes com algo de valor que eles querem dizer para publicar em nossas páginas, respeitando os parâmetros do debate legítimo, juntando-se ao nosso mercado de ideias". Para "evitar o tipo de comentários anônimos que podem reduzir a discussão a pontos tóxicos", os comentários em artigos de notícias e recursos em todas as edições do site só podem ser postados por leitores identificados através de seus perfis do Facebook ou equivalente.
Em fevereiro de 2014, dois anos após o seu lançamento, o The Times of Israel reivindicou um número de leitores de dois milhões. Em 2017, o número de leitores aumentou para 3,5 milhões.
Desde 2016, The Times hospeda sites de jornais judeus em vários países. Em março de 2016, começou a sediar o The Jewish Week, de Nova York. Também abriga o Jewish News da Grã-Bretanha, o New Jersey Jewish Standard, The Atlanta Jewish Times e o Jewish Chronicle of Pittsburgh.
Em 2 de novembro de 2017, hackers na Turquia derrubaram o site do The Times of Israel por três horas, substituindo a página inicial por propaganda anti-Israel. Respondendo ao ataque, David Horovitz disse: "Trabalhamos constantemente para melhorar a segurança do site, que está sujeito a ataques implacáveis de hackers. Quão infeliz e quão mal reflete neles que os hackers buscam impedir que as pessoas leiam jornalismo responsável e independente sobre Israel, o Oriente Médio e o mundo judaico."

## Orientação editorial
Segundo o editor David Horovitz, o The Times of Israel pretende ser independente, sem nenhuma tendência política." O conselho editorial do jornal é composto pelos ex-editores do Jerusalem Report Sharon Ashley, Irwin Cotler, Efraim Halevy, Saul Singer e Ehud Yaari. Yehuda Avner era membro do conselho editorial até sua morte em março de 2015. Horowitz disse em 2012: "Somos independentes; não somos apegados ou afiliados a nenhum partido político".

## Jornalismo investigativo
Uma série de artigos de investigação, começando com uma peça de março de 2016 de Simona Weinglass, intitulada "Os lobos de Tel Aviv: o vasto esquema de opções binárias amorais de Israel expostas", ajudou a esclarecer um esquema global de vários bilhões de dólares em Israel. Como resultado direto das reportagens investigativas do The Times of Israel sobre a fraude, em 23 de outubro de 2017 o parlamento israelense, o Knesset, aprovou por unanimidade uma lei que proíbe a indústria de opções binárias de Israel. A lei concede às empresas de opções binárias em Israel três meses desde que a lei foi aprovada para cessar as operações. Depois disso, qualquer pessoa envolvida em opções binárias é punida com até dois anos de prisão.
Em um blog do Times of Israel, Karine Elharrar, membro do Knesset, de Yesh Atid, creditou o artigo por chamar a atenção dos legisladores israelenses para o assunto: "No ano passado, o Times de Israel lançou um holofote sobre a feia indústria de opções binárias de Israel. Foi um caso de jornalismo investigativo no seu melhor e o The Times of Israel deveria se orgulhar de seus jornalistas e editores".

## Escritores notáveis

### Analistas e jornalistas
- Haviv Rettig Gur[24]
- David Horovitz[25]
- Avi Issacharoff[26]

### Acadêmicos, blogueiros e figuras públicas
- Naomi Chazan[27]
- Irwin Cotler[28]
- Jordan Hoffman
- Simcha Jacobovici[29]
- Yair Lapid[30]
- Dov Lipman[31]
- Joshua Muravchik
- Maikel Nabil Sanad[32]
- Shmuel Rosner
- Brad Schneider
- Joseph J. Sherman[33]
- Saul Singer[34]
- Sarah Tuttle-Singer[35]
- Shmuly Yanklowitz

## Concorrência
The Times of Israel compete pelos leitores do Jerusalem Post, do Israel National News de Arutz Sheva, do Haaretz, do Israel Hayom e do The Forward.